# فرودگاه ناراتیوات
فرودگاه ناراتیوات (به انگلیسی: Narathiwat Airport) یک فرودگاه نظامی و همگانی با کد یاتا NAW است که یک باند فرود آسفالت دارد و طول باند آن ۲۰۰۰ متر است. این فرودگاه در کشور تایلند قرار دارد و در ارتفاع ۵ متری از سطح دریا واقع شده‌است.

## شرکت‌های هواپیمایی و مقصدهای پروازی
| شرکت‌های هواپیمایی     | مقصدهای پروازی | Terminal                       |
| --------------------- | -------------- | ------------------------------ |
| تای ایرآسیا           | دن موئنگ       | Domestic                       |
| تای ایرویز اینترنشنال | سووارنابومی    | Domestic ยกเลิกก่อน กลับมาในอนาคต |